# Kiran Ahluwalia
Kiran Ahluwalia é uma cantora indo-canandense que realiza performances públicas de seus próprios arranjos musicais, misturando elementos Gazal do antigo Persa e Punjabi. Kiran Ahluwalia ganhou o prêmio na categoria "Newcomer" no primeiro Songline Music Awards em 2009.

## Vida pessoal
Ahluwalia nasceu em Patna, no Estado de Bihar, Índia, em 1 de Julho de 1965, e mudou-se para Toronto, Canadá, com a sua família quando era criança. Após completar seu MBA na Dalhousie University, ela retornou a Toronto com o plano de trabalhar no serviço financeiro industrial, mas ela mudou de ideia, retornou a Índia para estudar musica. Após um período em seu país natal, ela voltou a Toronto onde começou a construir sua carreira como música.
Ahluwalia é casada com o guitarrista e co-compositor Rez Abassi, e atualmente vive em Nova Iorque.